# District de Pishin
Le district de Pishin (en ourdou : پشین) est une subdivision administrative du nord de la province du Baloutchistan au Pakistan. Créé en 1975 autour de sa capitale Pishin, le district est proche de la capitale provinciale Quetta.
Le district est principalement rural et aride, avec une population pauvre et vivant surtout de l'agriculture. La population d'environ 740 000 habitants en 2017 est en majorité constituée de tribus pachtounes.

## Histoire
Autrefois sous la domination de Kandahar, Pishin est le théâtre de combats durant la première guerre anglo-afghane. À l'issue de la deuxième guerre anglo-afghane, Pishin est cédée par les Afghans au Raj britannique, qui en prend le contrôle effectif en avril 1883. Pishin intègre le Pakistan en 1947 à la suite de la partition des Indes. 
Le district est créé le 18 janvier 1975 alors qu'il était auparavant un tehsil du district de Quetta. En 1993, il perd une importante partie de sa superficie avec la création du district de Killa Abdullah. 

## Démographie

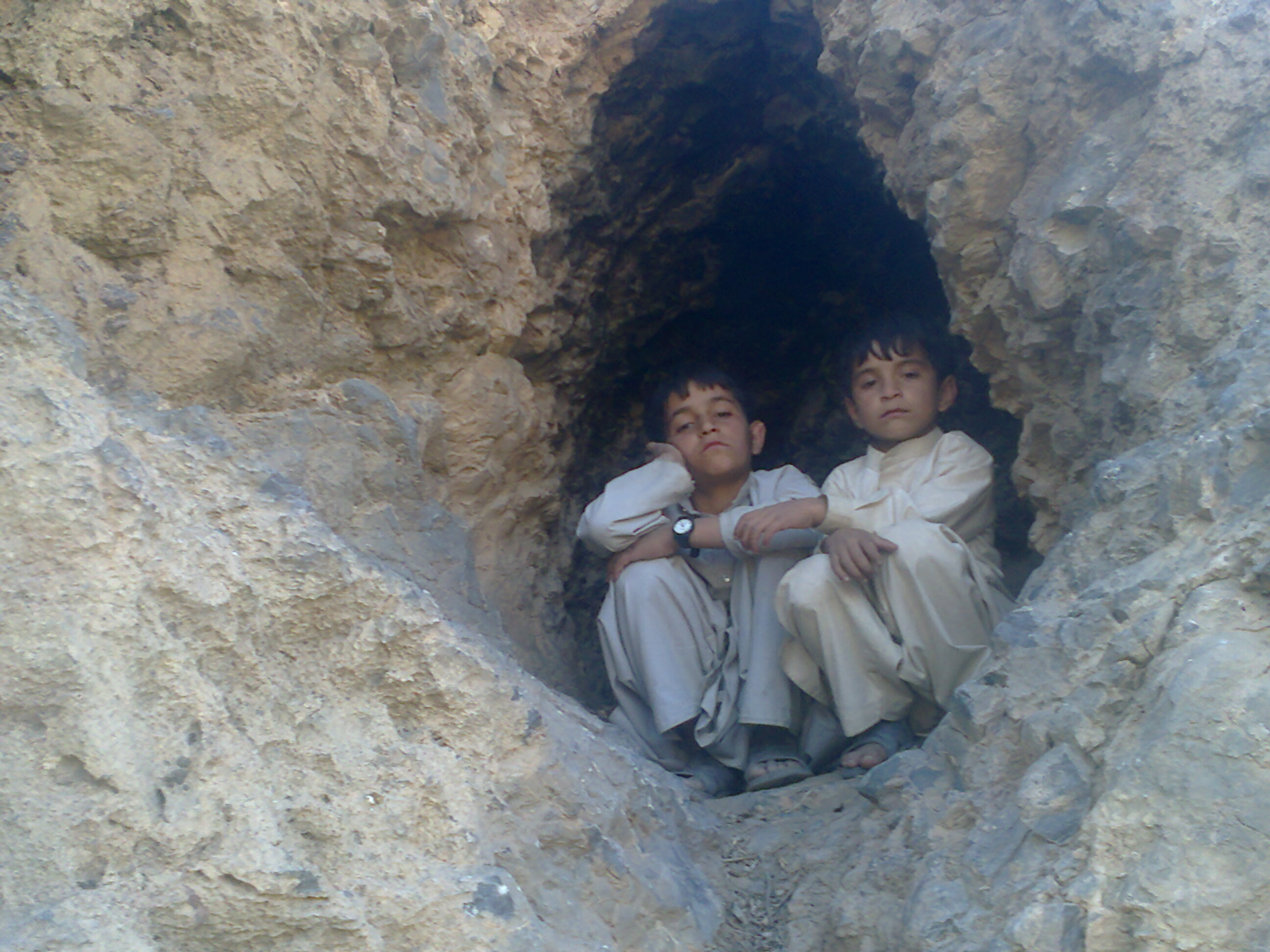
Enfants du district.

Lors du recensement de 1998, la population du district a été évaluée à 367 183 personnes, dont environ 6 % d'urbains. Le taux d'alphabétisation était de 31 % environ, moins que la moyenne nationale de 44 %. Il se situait à 47 % pour les hommes et 13 % pour les femmes, soit un différentiel de 34 points, contre 25 pour la moyenne nationale.
En 2012, l'alphabétisation est estimée à 50 % par les autorités, dont 72 % pour les hommes et 23 % pour les femmes. 
Le recensement suivant mené en 2017 pointe une population de 736 481 habitants, soit une croissance annuelle de 3,6 %, supérieure aux moyennes provinciale et nationale de 3,4 % et 2,4 % respectivement. Le taux d'urbanisation augmente nettement pour passer à 19 %.
Le district est principalement peuplé par des tribus pachtounes, parlant pachto. Le district compte quelques minorités religieuses : 0,4 % de chrétiens et 0,2 % d'hindous en 1998. Il y a aussi de petits groupes de sikhs et zoroastriens. Les hindous et sikhs travaillent surtout dans les secteurs du commerce et des services. 

## Administration

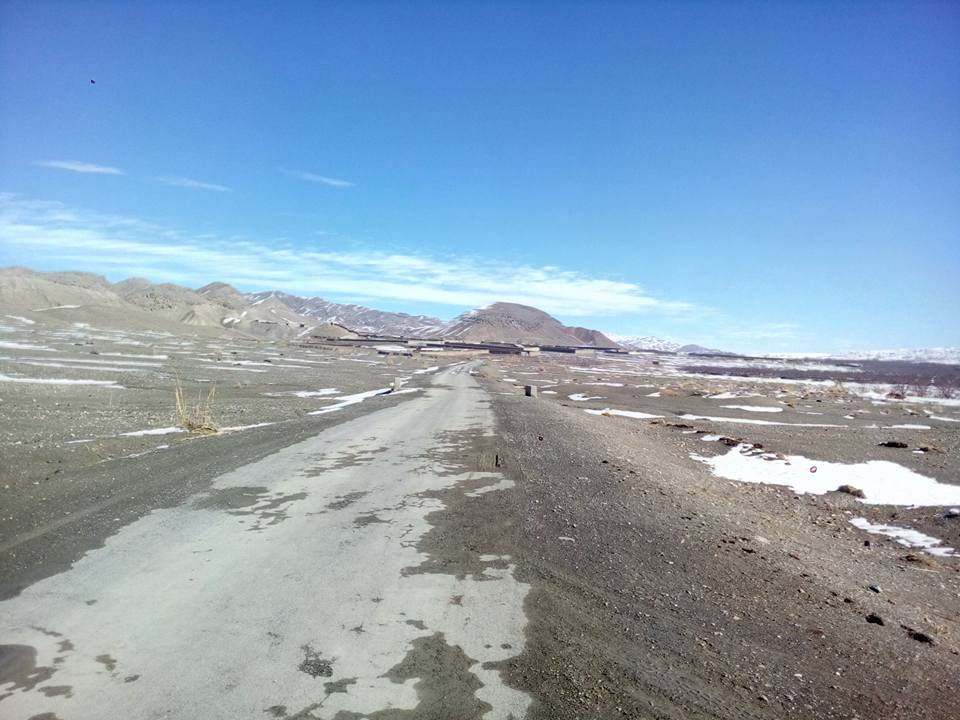
Paysage du district.

Le district est divisé en cinq tehsils ou sous-tehsils ainsi que 38 Union Councils.
| Tehsil   | Population (rec. 2017) |
| -------- | ---------------------- |
| Barshore | 103 606                |
| Haramzai | 132 168                |
| Karezat  | 138 280                |
| Pishin   | 306 177                |
| Saranan  | 56 250                 |

Le district compte près de 143 000 urbains selon le recensement de 2017, répartis dans quatre villes. La capitale Pishin n'est que la troisième plus grande, dépassée par Khanozai et Saranan.  
| Ville    | Population (rec. 2017) |
| -------- | ---------------------- |
| Khanozai | 40 238                 |
| Saranan  | 37 927                 |
| Pishin   | 35 577                 |
| Haramzai | 29 400                 |

## Économie et éducation

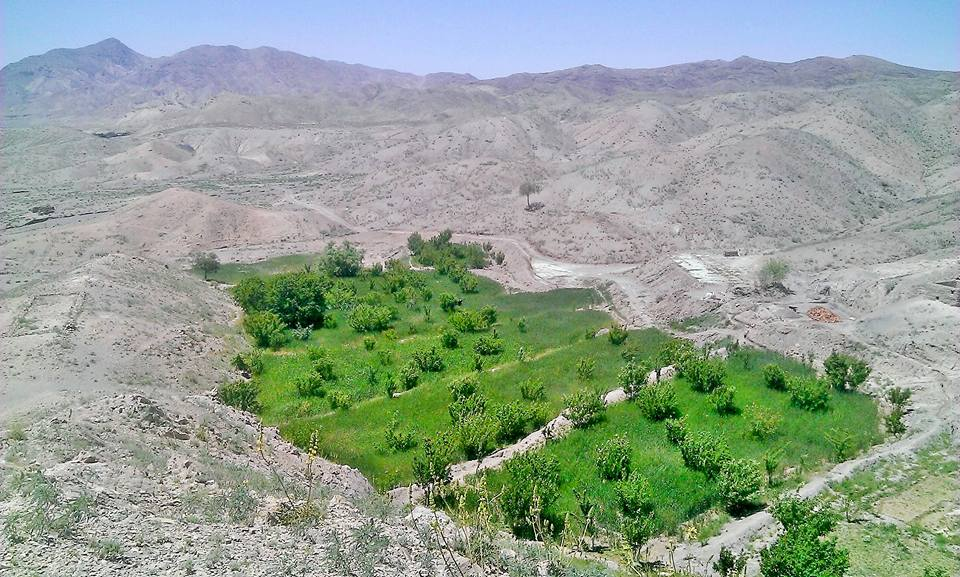
Un verger cultivé au milieu du désert.

Pishin est un district désertique et pauvre. La population vit sous un climat aride qui rend l'agriculture difficile. Environ 10 % de la superficie totale est cultivée, soit environ 600 kilomètres carrés, et près de 20 % de la population active travaille dans le secteur agricole. La production est surtout orientée vers le blé, les pommes, les abricots et le raisin notamment. L'élevage de chèvres et de moutons est également une source importante de subsistance : on en compte en moyenne près de seize par ménage rural en 2012.
Le district comprend une petite activité minière qui emploie 2 % de la main d’œuvre et a produit presque 14 000 tonnes de chromite en 2010,. 
Les services publics sont peu développés dans le district, notamment les infrastructures scolaires qui sont manquantes. Seuls 52 % des enfants sont scolarisés dans le primaire en 2012 et 65 % pour l'enseignement secondaire.
Le district est relié à la capitale provinciale Quetta par la route nationale no 25, ainsi que par une ligne de chemin de fer.

## Politique
Depuis le redécoupage électoral de 2018, le district est représenté par la circonscription no 262 à l'Assemblée nationale et les trois circonscriptions 18 à 20 à l'Assemblée provinciale du Baloutchistan. Lors des élections législatives de 2018, elles sont toutes remportées par des candidats de la Muttahida Majlis-e-Amal,,.
| Parti                                      | Voix (national) | %       | Élu national | Élus provinciaux |
| ------------------------------------------ | --------------- | ------- | ------------ | ---------------- |
| Muttahida Majlis-e-Amal                    | 50 497          | 42,77 % | 1            | 3                |
| Pashtunkhwa Milli Awami                    | 28 658          | 24,27 % | 0            | 0                |
| Parti baloutche Awami                      | 13 536          | 11,46 % | 0            | 0                |
| Parti du peuple pakistanais                | 10 330          | 8,75 %  | 0            | 0                |
| Parti national Awami                       | 6 493           | 5,50 %  | 0            | 0                |
| Autres partis                              | 5 970           | 5,06 %  | 0            | 0                |
| Indépendants                               | 2 593           | 2,20 %  | 0            | 0                |
| Total exprimés (participation : 47,9 %)    | 118 077         | 100 %   | 1            | 3                |
| Source : Commission électorale du Pakistan |                 |         |              |                  |